# Zosterornis nigrorum
Zosterornis nigrorum là một loài chim trong họ Zosteropidae.